# Municipio de Cimarron (condado de Gray)
El municipio de Cimarron (en inglés: Cimarron Township) es un municipio ubicado en el condado de Gray en el estado estadounidense de Kansas. En el año 2010 tenía una población de 2647 habitantes y una densidad poblacional de 10,39 personas por km².

## Geografía
El municipio de Cimarron se encuentra ubicado en las coordenadas 37°47′26″N 100°17′23″O / 37.79056, -100.28972. Según la Oficina del Censo de los Estados Unidos, el municipio tiene una superficie total de 254.78 km², de la cual 254,72 km² corresponden a tierra firme y (0,03 %) 0,07 km² es agua.

## Demografía
Según el censo de 2010, había 2647 personas residiendo en el municipio de Cimarron. La densidad de población era de 10,39 hab./km². De los 2647 habitantes, el municipio de Cimarron estaba compuesto por el 92,18 % blancos, el 0,34 % eran afroamericanos, el 0,45 % eran amerindios, el 0,34 % eran asiáticos, el 5,06 % eran de otras razas y el 1,62 % eran de una mezcla de razas. Del total de la población el 18,21 % eran hispanos o latinos de cualquier raza.